# Домрачев, Вилен Григорьевич
Вилен Григорьевич Домрачев (род. 15 сентября 1937, с. Чернуха Горьковской области) — советский и российский учёный, доктор технических наук (1977), профессор, лауреат Государственной премии СССР в области науки и техники (1980), заслуженный работник высшей школы Российской Федерации (2003), почетный работник науки и техники Российской Федерации (2007).

## Биография
Семья
Отец — Домрачев Григорий Матвеевич (1906—1979 гг.), проректор но научной работе Орловского государственного педагогического института.
Мать — Домрачева (Бушкова) Екатерина Андреевна (1911—2002 гг.), учитель русского языка и литературы.
Жена - Домрачева (Беликова) Тамара Павловна (1940—1997 гг.), научный сотрудник, математик.
Сын — Домрачев Владислав Виленович (1964 г.), инженер-физик, журналист, шеф-редактор отдела хоккея газеты «Советский спорт».
Образование
Средняя школа № 11, г. Орел, 1954 г., серебряная медаль.
Московский институт инженеров железнодорожного транспорта (МИИТ), электромеханик, 1960 г.
МИИТ, аспирантура по специальности «Элементы и компоненты автоматики и телемеханики», 1966 г., досрочная зашита диссертации.
Московский инженерно-физический институт (МИФИ), 1977 г., докторская диссертация по специальности «Вычислительная техника».
Трудовая деятельность
1960 г. (сентябрь-декабрь) — дежурный тяговой подстанции Московской железной дороги, г. Орел.
1960—1964 гг. — конструктор 2 и 1 категории Специального конструкторского бюро приборостроения (СКБ Прибор), отдел телемеханики, г. Орел.
1964—1966 гг. — аспирант МИИТ.
1966—1979 гг. — старший научный сотрудник, главный научный сотрудник
22 Центральный научно-исследовательский испытательный институт Министерства Обороны (22 ЦНИИИ МО), руководитель направления развития цифровых преобразователей угла (ЦПУ).
1979—2008 гг. — заведующий кафедрой «Электроника и микропроцессорная техника» (ЭМТ) факультета «Электроника и системотехника» (ФЭСТ) Московского государственного университета леса (МГУЛ); с 2018 г. — Космический факультет Мытищинского филиала Московского государственного технического университета им. Н. Э. Баумана (МГТУ).
С 2008 г. — профессор МГУЛ
Совместительство при основной работе:
• в СКБ Приборостроения — Орловский филиал Московского приборостроительного института (сейчас Орловский политехнический институт), преподаватель электротехники;
• в 22 ЦНИИИ МО — Московский институт электронного машиностроения (МИЭМ), дипломники, лекционные курсы Телемеханика, Измерение электрических и неэлектрических величин, Теория информации, и МИИТ (дипломники);
• в МГУЛ — главный научный сотрудник в 22 ЦНИИИ МО и Государственном НИИ Информационных технологий и телекоммуникаций (ГНИИ ИТТ «Информика»), а также профессор в Институте правительственной связи ФАПСИ в г. Орле, консультирование аспирантов и докторантов.
Общественная деятельность:
- председатель	докторского диссертационного совета	в МГУЛ;
- член закрытого	экспертного совета ВАК по 13 группе	научных специальностей;
- член экспертного	совета Российского фонда фундаментальных	исследований;
- член научного	совета Министерства науки и образования	по информатизации образования;
- член диссертационных	советов (в разное время) МГУЛ (два	совета), МИИТ, 22 ЦНИИИ МО, МИЭМ (два совета)	и МИФИ;
- оппонирование	примерно в пятидесяти разных	диссертационных советах,
- член редколлегии	в «Энергоатомиздате»;
- председатель	редколлегии серии книг «Библиотека по	автоматике»;
- член редколлегии	серии книг «Элементы радиоэлектроники»;
- член редколлегий	журналов «Датчики и системы»,	«Информатизация образования и науки»,	«Качество, инновации, образование»,	«Информационные технологии» и других,	научный редактор журнала «Измерительная	техника»;
- организатор	(научный руководитель или председатель	программного комитета) пяти конференций	государственного уровня (Ереван, Гурзуф,	Сочи, Мытищи, Ульяновск);
- организатор и	Президент Американского благотворительного	фонда поддержки информатизации	образования и науки, действующего	несколько лет с 2006 года;
- действительный	член нескольких общественных академий:	Инженерных наук, Информатизации	образования, Метрологической академии,	Академии экономической безопасности	и других.

Увлечения в жизни: спорт, путешествия, фотография, помастерить.

## Научная деятельность
Разработаны принципиальные положения обобщенной статистической теории точности ЦПУ (как основы обеспечения их качества на этапах разработки, производства, эксплуатации и хранения), состоящие в установлении и анализе видов законов распределения погрешностей, в введении выборок и интегральных критериев при оценке точности.
Создана теория и предложены новые технические решения по построению конкретных ЦПУ (более пятидесяти изобретений);
Предложены основы автоматизированного контроля качества ЦПУ (более сорока изобретений), включающие создание измерительной аппаратуры и цифровую обработку информации с использованием интегральных критериев и выборочного метода;
Разработаны доведенные до инженерного уровня методы расчета электромагнитных систем преобразования информации и предложены решения для получения многозначности в таких системах.
Полученные результаты использованы:
- в основополагающем	для ЦПУ Государственном стандарте	(руководитель разработки), в Государственном	стандарте по микромашинам (руководитель	раздела);
- в нескольких	отраслевых Руководящих технических	материалах;
- при создании	нового класса серийных прецизионных	шкально-матричных фотоэлектрических	ЦПУ (автор и научный руководитель разработки),	применяемых, в частности, в современной	авиационной технике;
- при разработке	систем автоматизированного контроля	качества ЦПУ, переданных для использования	на предприятия промышленности;
- результаты	исследования многозначности в	электромагнитных цепях использованы при создании системы обмена	информацией между поездом и путем,	эксплуатируемой в Московском	метрополитене.

Подготовил как научный руководитель и консультант около 50 кандидатов и докторов технических наук;
Опубликовал более 400 научных работ (с учётом выполненных в соавторстве), среди которых 19 книг, более 90 статей в центральных журналах («Измерительная техника», «Автоматика и телемеханика», «Датчики и системы», «Электричество», «Метрология», «Информатизация образования и науки», «Информационные технологии», «Качество, инновации, образование» и другие) и в том числе 126 изобретений;
Организовал в МГУЛ под своим научным руководством постоянно действующий (два раза в год) семинар по развитию измерительных цифровых преобразователей информации для специалистов предприятий промышленных министерств с участием ведущих технических журналов и патентного института, собиравший всякий раз более ста человек.
Создал в МГУЛ авторитетную как в учебном, так и в научном плане кафедру, на которой в лучшие годы работали 13 докторов наук, было разработано оригинальное учебное оборудование и внедрен собственный фронтальный метод лабораторного практикума. Учебный стенд по электронике представлял нашу страну на Мировом конгрессе «Образование и информатика», проведенном в Москве под эгидой ЮНЕСКО.
Научно-техническим сообществом признан как основатель и руководитель авторитетной научной школы по теории и практике создания измерительных преобразователей, прежде всего ЦПУ, соответствующих мировым тенденциям развития. Одновременно, особенно в 90-е годы и далее, много внимания уделял информатизации образования.

## Основные работы
- Домрачев В. Г., Мейко Б. С., Цифровые преобразователи угла (принципы построения, теория точности, методы контроля), М., Энергоатомиздат, 1984, 21,31 уч-изд. л.
- Домрачев В. Г., Матвеевский В. Р., Смирнов Ю. С., Схемотехника цифровых преобразователей перемещений (справочное пособие), М., Энергоатомиздат, 1987, 32,17 уч-изд. л.
- Анисимов В. И., Домрачев В. Г. и др., Диалоговая система автоматизации проектирования электронных схем на ЕС ЭВМ, М., МЛТИ, 1987, 5 уч-изд. л.
- Анисимов В. И., Домрачев В. Г., Параметрическая оптимизация электронных схем, М., МЛТИ,1987, 5 уч-изд. л.
- Домрачев В. Г., Иванов С. Н., Романов А. Ф., Чернышев Ю. Н., Одноплатные микро-ЭВМ, М., Энергоатомиздат, 1988, 9.1 уч-изд. л.
- Микропроцессорные БИС и их применение, под редакцией Домрачева В. Г., серия из 8 книг, Е. В. Бойченко, В. Г. Домрачев, Л. Л. Мурзенко, Ю. Ф. Широков и др., М., Энергоатомиздат, 1988, 72,07 уч-изд.л.
- Домрачев В. Г., Ильин Е. М., Функциональная электроника, М., МЛТИ, 1989, 5 уч-изд. л.
- Домрачев В. Г., Смирнов Ю. С., Цифроаналоговые системы позиционирования, М., Энергоатомиздат, 1991, 16,01 уч-изд.л.
- Домрачев В. Г., Мальцев П. П., Новоченко И. В., Пономарев C.Н., Базовые матричные кристаллы и матричные БИС, М., Энергоатомиздат, 1991, 14,18 уч-изд. л.
- Домрачев В. Г., Котов Ю. Т. и др. 32-разрядные микропроцессоры (эволюция развития, особенности построения и функционирования), МГУЛ, 1999, 3 уч изд. л.
- Домрачев В. Г., Антошина и др. Аппаратная реализация персональных компьютеров (аналитический обзор), М., МФЮА, 2000, 7 уч-изд. л.
- Домрачев В. Г. (руководитель разработки) и др., Преобразователи угла цифровые. Общие технические условия, ГОСТ -В 25008, М., Госстандарт, 1983, 10 уч-изд.л.
- Домрачев В. Г. (ответственный исполнитель раздела) и др., Машины электрические малой мощности. Общие технические условия, ГОСТ-В 14000, М., Госстандарт, 1985, 9 уч-изд. л.
- Домрачев В.Г, Исаев В. М., Суслов В. М., Надежность электронной компонентной базы микропроцессорной техники, уч.-мет. пособие, МГУЛ, 2003 г.
- Домрачев В.Г, Исаев В. М., Суслов В. М. Методы обеспечения и оценки надежности электронной компонентной базы микропроцессорной техники, уч.-мет. пособие, МГУЛ, 2004 г.
- Домрачев В. Г. и др., под. ред. Тихонова А. Н., Образовательные Интернет-ресурсы, М., Просвещение, 2004.
- Домрачев В. Г. и др., под. ред. Тихонова А. Н., Многопроцессорные системы: построение, развитие, обучение, М., Кудиц-образ, 2005.
- Домрачев В. Г. и др., под. ред. С. В. Коршунова и В. Н. Гузненкова, Подготовка и переподготовка ИТ-кадров, М., Горячая линия-Телеком, 2006 г.
- Домрачев В. Г. и др. Интернет-порталы: содержание и технологии, вып. 3, М., Просвещение, 2006 г.

## Награды
- Диплом лауреата Государственной премии СССР в области науки и техники, №09624, Постановление от 3 ноября1980 г.;
- Нагрудный знак «За отличные успехи в работе», приказ подписан Министром образования СССР Ягодиным Г. А. 26.11.1987 г.;
- Почетная грамота Высшего аттестационного комитета РФ, подписанная Председателем комитета 22.10.1999 г.;
- Звание «Заслуженный работник высшей школы Российской Федерации», указ Президента РФ от 17.06.2003 г.;
- Медаль имени академика В. П. Макеева, указ Президента Федерации космонавтики РФ, 17.06.2003 г.;
- Звание «Почетный работник науки и техники Российской Федерации», приказ Министра образования РФ от 04.09.2007 г.;
- Стипендия для выдающихся ученых РФ, в течение нескольких лет ежегодные решения Президиума РАН;
- Почетные знаки Центра управления полетами.